# Duke Kahanamoku
Duke Paoa Kahinu Mokoe Hulikohola Kahanamoku, ameriški plavalec in deskar, * 24. avgust 1890, † 22. januar 1968.
The Big Kahuna je populariziral deskanje, prej znano samo na Havajih.